# Округлая
Округлая (укр. Округла) — село в Тячевской городской общине Тячевского района Закарпатской области Украины.
Население по переписи 2001 года составляло 573 человека. Почтовый индекс — 90555. Телефонный код — 03134. Код КОАТУУ — 2124484002.